# Juegos Mediterráneos de 2013
Los XVII Juegos Mediterráneos se celebraron en Mersin (Turquía), del 18 al 30 de junio de 2013. Compitieron 23 países en un total de 28 disciplinas deportivas, algunas nuevas como los bolos y el triatlón.
Aunque, en principio, la candidatura había recaído en las ciudades griegas de Volos y Larisa, las graves dificultades económicas que atravesaba el país, hicieron desestimar su propuesta; en febrero de 2011, se decidió otorgar la candidatura a la ciudad de Mersin. 

## Sedes
El principal estadio de los Juegos Mediterráneos de 2013 fue el Estadio Olímpico de Mersin, en Yenişehir, distrito de Mersin.
El estadio acogió tanto las ceremonias de apertura como de cierre.
Un total de 38 lugares se utilizaron como sede de los eventos durante los Juegos, 13 de ellos para entrenamiento solamente. Los eventos tuvieron lugar en varias sedes de diferentes distritos de Mersin y la vecina ciudad de Adana.

## Deportes
Hubo cambios importantes en el programa de los Juegos Mediterráneos de Mersin, en comparación a la de los Juegos Mediterráneos de 2009, celebrada en Pescara. Tres nuevos deportes, tiro con arco, bádminton y taekwondo. El programa de los Juegos contó con un total de 27 deportes diferentes. Dos deportes para discapacitados, el atletismo y la natación.
| ● | Ceremonia de apertura | ● | Competiciones | ● | Eventos finales | ● | Ceremonia de clausura |

|                    | Junio |    |    |    |    |    |    |    |    |    |    |    |    |
| Deportes           | 18    | 19 | 20 | 21 | 22 | 23 | 24 | 25 | 26 | 27 | 28 | 29 | 30 |
| Ceremonias         |       |    | ●  |    |    |    |    |    |    |    |    |    | ●  |
| Tiro con arco      |       |    |    |    | ●  | 2  | 2  |    |    |    |    |    |    |
| Gimnasia artística |       |    |    | 1  | 1  | 2  | 10 |    |    |    |    |    |    |
| Atletismo          |       |    |    |    |    |    |    |    | 9  | 10 | 12 | 13 |    |
| Bádminton          |       |    |    |    |    |    |    | ●  | ●  | ●  | ●  | 2  | 2  |
| Baloncesto         | ●     | ●  |    | ●  | ●  |    |    | 1  |    |    |    |    |    |
| Voleibol de playa  |       |    |    |    |    |    |    | ●  | ●  | ●  | 2  |    |    |
| Bolos              |       |    |    |    |    |    |    | ●  | 2  | 4  | 2  | 2  |    |
| Boxeo              |       |    |    |    | ●  | ●  | ●  | ●  | 10 |    |    |    |    |
| Piragüismo         |       |    |    |    |    |    |    |    |    | ●  | 3  | 3  |    |
| Ciclismo           |       |    |    |    |    |    |    | 1  |    |    | 1  |    |    |
| Esgrima            |       |    |    |    | 3  | 3  |    |    |    |    |    |    |    |
| Fútbol             |       | ●  |    | ●  |    | ●  |    | ●  | ●  | 1  |    |    |    |
| Balonmano          |       |    |    |    | ●  | ●  | ●  | ●  | ●  | ●  | ●  | 1  | 1  |
| Judo               |       |    |    | 5  | 5  | 4  |    |    |    |    |    |    |    |
| Karate             |       |    |    |    |    |    |    |    |    |    | 7  | 3  |    |
| Gimnasia rítmica   |       |    |    |    |    |    |    |    |    |    |    | ●  | 1  |
| Remo               |       |    |    | ●  | ●  | 7  |    |    |    |    |    |    |    |
| Vela               |       |    |    | ●  | ●  | ●  |    | ●  | ●  | 4  |    |    |    |
| Tiro               |       |    |    |    |    | 3  | 3  | 1  | 3  | 2  | 1  |    |    |
| Natación           |       |    |    | 9  | 7  | 10 | 8  | 6  |    |    |    |    |    |
| Tenis de mesa      |       |    |    |    |    |    |    | ●  | ●  | 2  | ●  | 2  |    |
| Taekwondo          |       |    |    | 3  | 3  | 2  |    |    |    |    |    |    |    |
| Tenis              |       |    |    |    |    |    | ●  | ●  | ●  | ●  | 2  | 2  |    |
| Voleibol           |       |    |    | ●  | ●  | ●  | ●  | ●  | ●  | ●  | ●  | 1  | 1  |
| Waterpolo          |       | ●  |    | ●  | ●  | ●  |    | 1  |    |    |    |    |    |
| Esquí acuático     |       |    |    |    | ●  | 2  |    |    |    |    |    |    |    |
| Halterofilia       |       |    |    | 6  | 6  | 4  | 4  | 6  | 2  |    |    |    |    |
| Lucha libre        |       |    |    |    | 4  | 3  | 6  | 4  | 3  |    |    |    |    |

### Medallero
País organizador
| Núm.  | País                       | Oro | Plata | Bronce | Total |
| ----- | -------------------------- | --- | ----- | ------ | ----- |
| 1     | Italia (ITA)               | 70  | 52    | 64     | 186   |
| 2     | Turquía (TUR)              | 47  | 43    | 36     | 126   |
| 3     | Francia (FRA)              | 25  | 25    | 45     | 95    |
| 4     | España (ESP)               | 21  | 32    | 29     | 82    |
| 5     | Egipto (EGY)               | 21  | 22    | 24     | 67    |
| 6     | Grecia (GRE)               | 15  | 18    | 26     | 59    |
| 7     | Eslovenia (SLO)            | 13  | 11    | 11     | 35    |
| 8     | Serbia (SRB)               | 12  | 11    | 11     | 34    |
| 9     | Croacia (CRO)              | 11  | 7     | 9      | 27    |
| 10    | Argelia (ALG)              | 9   | 2     | 15     | 26    |
| 11    | Túnez (TUN)                | 7   | 19    | 22     | 48    |
| 12    | Marruecos (MAR)            | 7   | 10    | 11     | 28    |
| 13    | Albania (ALB)              | 3   | 2     | 5      | 10    |
| 14    | Chipre (CYP)               | 2   | 2     | 3      | 7     |
| 15    | Montenegro (MNE)           | 1   | 1     | 3      | 5     |
| 16    | Malta (MLT)                | 1   | 1     | 0      | 2     |
| 17    | San Marino (SMR)           | 0   | 2     | 3      | 5     |
| 18    | Siria (SYR)                | 0   | 2     | 0      | 2     |
| 19    | Macedonia del Norte (MKD)  | 0   | 1     | 4      | 5     |
| 20    | Bosnia y Herzegovina (BIH) | 0   | 1     | 3      | 4     |
| 21    | Líbano (LIB)               | 0   | 0     | 2      | 2     |
| Total | Total                      | 265 | 264   | 326    | 855   |